# Wasserschlupfwespe
Die Wasserschlupfwespe (Agriotypus armatus) ist eine Schlupfwespe, deren Larven unter Wasser an der Puppe oder Vorpuppe von Köcherfliegen parasitieren.
In Europa kommt nur eine Art der Gattung Agriotypus vor, und diese ist die einzige Gattung der Unterfamilie Agriotypinae.

## Beschreibung
Agriotypus armatus erreicht eine Körperlänge von 5,2 bis 6,8 Millimeter, wobei die Männchen ein wenig kleiner sind als die Weibchen. Sie ist in beiden Geschlechtern überwiegend einfarbig düster dunkelbraun bis schwarz gefärbt und kurz silbrig behaart. Abweichend sind nur die Tergite zwei bis sechs des Hinterleibs, die Schienen (Tibien) und Fußglieder (Tarsen) der Beine, die Antennen, Taster (Palpen) und die Spitzen der Mandibeln rotbraun gefärbt. Die langen, fadenförmigen Antennen bestehen beim Weibchen aus 23 bis 28, beim Männchen aus 30 bis 36 Gliedern. Die Flügel sind glasklar hyalin mit drei dunklen Querbinden im Vorderflügel (bei den Männchen nur undeutlich ausgeprägt). Die Areola genannte kleine abgeschnürte Zelle nahe der Flügelbasis, die bei den meisten Schlupfwespen vorhanden ist, fehlt ihr.
Die Art ist als einzige Art der Gattung Agriotypus und der Agriotypinae in Europa durch eine Reihe morphologischer Merkmale unverkennbar. Das Scutellum trägt einen einzelnen, mittig (median) sitzenden Dorn, der fast dieselbe Länge wie das Scutellum erreicht. Die vorderen Tergite des freien Hinterleibs tragen ein paar deutliche Kiele. Als einzige Gattung der Schlupfwespen sind bei Agriotypus der zweite bis vierte Sternit des freien Hinterleibs konvex und durchgängig massiv sklerotisiert, bei allen anderen Ichneumonoidea sind diese in einen sklerotisierten vorderen und einen membranösen hinteren Abschnitt geteilt. Zusätzlich sind der zweite und dritte Tergit miteinander fusioniert. Die Krallen der Tarsen sind einfach, lang und nur schwach gebogen, diejenigen der Hinterbeine etwa halb so lang wie das letzte (fünfte) Tarsenglied.
Die Larven besitzen die typische, madenartige Gestalt der Hautflüglerlarven. Sie besitzen keine offenen Stigmen. Auffallend am Hinterende ist ein Paar langer, hörnerartig nach oben gebogener Fortsätze. Jede Mandibel trägt auf der Oberseite sechs oder mehr große, zahnartige Vorsprünge. Am Hinterhaupt ist beiderseits eine deutlich pigmentierte Region erkennbar.

## Biologie und Lebensweise
Sie fliegen im Frühjahr in der Nähe von Fließgewässern, manchmal in Schwärmen. Nach der Paarung steigt das Weibchen an Wasserpflanzen oder an Steinen in das Wasser, etwa 15 bis 30 cm tief in den Bachgrund. Dabei ist die Schlupfwespe von einem dünnen silbrig glänzenden Luftfilm eingehüllt. Sie sucht unter Wasser nach einem Gehäuse von Köcherfliegen aus den Familien Goeridae und Odontoceridae. Am häufigsten als Wirt genannt werden Köcherfliegen der Gattung Silo, außerdem der Gattungen Lithax und Goera (Goeridae) und der Art Odontocerum albicorne (Odontoceridae). Wenn sie einen Köcher findet, besteigt sie ihn und sticht mit ihrem kräftigen, kurzen Legebohrer durch das Gehäuse der Köcherfliegenlarve. Sie legt ihr Ei jedoch nur auf dem Wirt ab, wenn es sich um eine Puppe oder Vorpuppe (= verpuppungsreife Larve) handelt. Ein Köcher mit jüngeren Larven wird nach dem Abtasten mit dem Legebohrer wieder verlassen. Die Schlupfwespe deponiert das Ei außen am Hinterleib der Wirtslarve auf einem kleinen Stielchen, die Larve wird nicht gestochen. Nach der Eiablage lässt sich die Schlupfwespe zur Wasseroberfläche treiben. Sie bleibt dabei etwa 15 Minuten unter Wasser.

## Köcher der Wirtslarve
Die Köcher der Köcherfliegenlarve von Silo sind etwa 12 mm lang, schwach konisch und bestehen ventral aus feinen Sandkörnern. An den Seiten sind je 3 bis 4 größere Steine eingebaut. Die Innenwand des Köchers ist mit Gespinstseide ausgekleidet. Zur Verpuppung wird der Köcher etwas umgestaltet. Er wird an der Unterlage (Stein) mit Gespinst angeheftet und an der Mündung wird ein Verschlussstein befestigt, aber so, dass weiterhin das Wasser um die Larve strömen und sie mit Sauerstoff versorgen kann.

## Larvenentwicklung
Die Larven von Agriotypus sind madenförmig und haben hinten zwei lange Fortsätze mit krallenförmigen Haken am Ende. Die Larven leben zunächst als Ektoparasiten an den Köcherfliegenlarven und fressen an ihrem Wirt so, dass die lebenswichtigen Organe geschont werden. Die ersten vier Larvenstadien werden durch die Bewegungen der Wirtslarve laufend mit frischem Wasser und dadurch auch mit Sauerstoff versorgt. Sie nehmen den Sauerstoff durch Diffusion über die Haut auf.
Erst nach etwa einem Monat häutet sich die Larve zum letzten, dem fünften Larvenstadium. Diese letzte Larve verzehrt innerhalb von wenigen Tagen das gesamte Innere der Wirtslarve. Die Larve spinnt sich nun innerhalb des Trichopterenköchers in einen eigenen Kokon ein. Unterhalb des Larvenkokons entsteht im Köcher eine „Abfallkammer“, in der die Larvenhaut der Wirtslarve sowie die früheren Larvenhäute der Schlupfwespe liegen. Die Larve ist innerhalb ihres Kokons von Luft umgeben. Sie bildet ein eigenartiges Atemband, das am Vorderende aus dem Köcher herausragt; es ist 0,7 bis 1 mm breit und 10 bis 30 mm (bis 50 mm) lang. Dieses Atemband dient der Plastronatmung, indem Sauerstoff aus dem Wasser in das Innere diffundiert, den die Larve mit den Tracheen atmen kann. Die primäre Luftfüllung wird durch feine Luftbläschen aus dem Wasser aufgenommen, wozu ein dünnwandiges, 5 bis 8 mm langes hydrophiles Säckchen an der Spitze des Atembandes dient, das später nicht mehr notwendig ist.
Schließlich bildet sich die Puppe; sie bleibt in dem luftgefüllten Kokon. Im Herbst findet die Häutung zur fertigen Imago statt; auch diese bleibt in dem Kokon, über den ganzen Winter. Sie schlüpft erst im Frühjahr, wobei sie mit den Mandibeln den Kokon aufbeißt und den Verschlussstein des Trichopterenköchers entfernt. Da sie von einem Luftfilm überzogen ist, schwimmt sie passiv zur Wasseroberfläche.
Parasitierte Köcher der Köcherfliegen sind durch das zungenförmige Atemband unschwer zu erkennen.

## Verbreitung
Agriotypus armatus ist in Europa weit verbreitet, auf Gebiete beschränkt, in denen die Wirte vorkommen und selten, nur lokal, häufig. Die Art wurde nachgewiesen in Spanien, Frankreich, Deutschland, Österreich, Italien, Tschechien, Slowakei, Polen, England, Dänemark, Schweden, Finnland, Rumänien, Russland und auf dem Balkan.